# 飓风理查德
飓风理查德（英語：Hurricane Richard）是2010年10月对中美洲多地构成破坏的一场飓风。系统由10月20日在加勒比海停滞不前的一片低气压区发展而成，先向东南方向移动，之后转而向西，在此期间缓慢组织并增强成热带风暴。理查德起初受弱转向气流影响导致强化速度缓慢，但到了10月23日风切变消失后，风暴的增强速度在逼近伯利兹期间加快。次日，气旋达到飓风强度，并达到风力时速150公里的最高强度，在萨菲尔-辛普森飓风等级属二级飓风标准。理查德以最高强度登陆伯利兹，在陆地上空迅速减弱，于10月25日退化成残留低气压。
飓风理查德对沿途一共造成价值约8000万美元（2010年美元）的破坏，其中相当一部分发生在伯利兹。洪都拉斯所受影响仅限于停電和山体滑坡。伯利兹蒙受的损失大部分来自农作物，该国也有大范围地区停电。伯利兹还有两人丧生，其中一人是风暴直接导致，因船在风暴期间沉没而溺毙；另一人则是间接引起，被逃出笼子的美洲虎抓伤致死。

## 气象历史
10月4日，一股东风波离开非洲海岸向西移动，于10月13日在委内瑞拉基本停止前进。接下来3天里，东风波飘流至加勒比海最西南部，并很快发展出低气压区，然后又在巴拿马以北海域失速。10月16日，美国国家飓风中心开始监控这片同加勒比海西南部上空低压槽连接起来的扰动天气，飓风保拉这天在古巴上空消散后，低压槽就一直覆盖在这片洋面上空。到了10月17日，低压槽内因东向和北向信风涌入而产生杂乱无章的对流区，相应区域上空有雷暴覆盖。接下来几天里，系统总体向西北偏西方向的中美洲移动。10月18日，低气压上空的对流有所增长，美国国家飓风中心指出，由于外界环境有利，系统的组织结构有望进一步改善。当晚，系统从尼加拉瓜东岸近海经过。风暴在加勒比海西北部向西北偏西方向飘流，组织结构在此期间得到改善。
10月19日，飓风猎人侦察机飞入系统侦察，所获数据表明其中已发展出下层环流。美国国家飓风中心因此指出，系统已经非常接近热带低气压强度。次日，系统转向西进，因受强度上层风切变的影响而无法进一步发展，但气象机构预计这种情况很快就会减轻。10月21日清晨，虽然所处洋面仍存在中等强度风切变，但环流中心附近的对流已有充分组织和增长。美国国家飓风中心因此将大开曼以南约200公里海域的气旋归类为第十九号热带低气压。低气压这时正向东飘移，所处位置在中层低压槽底部附近，朝副热带高压脊西侧前进。成形后的几小时里，对流继续增长，但风暴中心仍然位于气旋式蜿蜒雨带的西部。风切变接下来有所减少，虽然西北方向还有干燥空气存在，但飓风猎人测得的数据确认低气压到协调世界时10月21日下午15点时已经增强成热带风暴，美国国家飓风中心因此将其命名为“理查德”（Richard）。风暴过后的重新分析结果证实，低气压实际是在这天中午12点成为热带风暴。

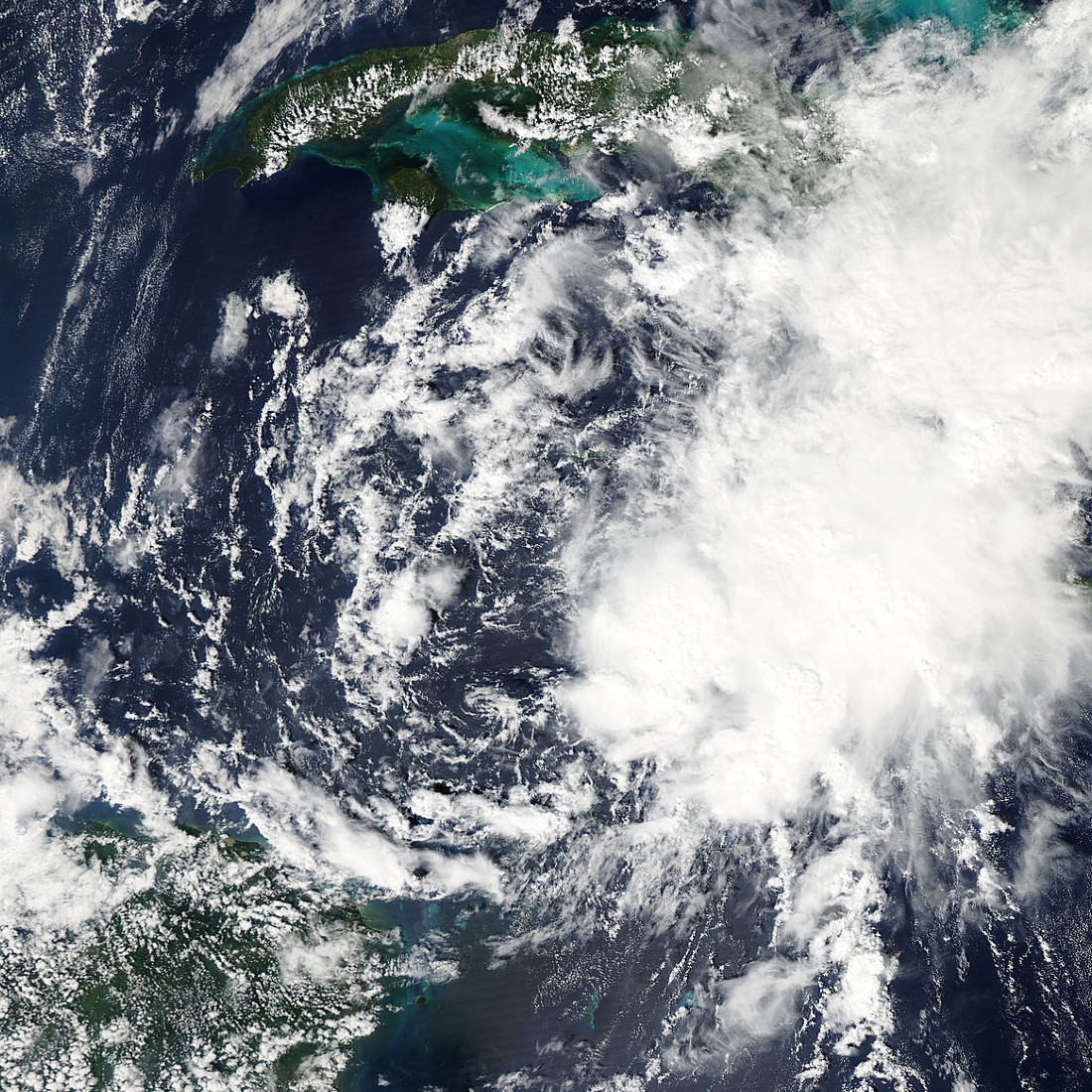
10月20日，归类后不久的第十九号热带低气压。

理查德在增强成热带风暴期间向东南方向移动，所处洋面仍有弱转向气流影响，前进路线也形成环路。有两个飓风模型预测气旋会在加勒比海西部上空达到大型飓风强度，美国国家飓风中心的正式预报则认为理查德会以风力时速150公里强度登陆伯利兹。10月22日清晨，风暴总体继续保持南下势头，对流结构变得混乱且呈线型，令系统无法继续强化。此外，持续存在的干燥空气和风切变令雷暴消亡，环流也因此变得拉长。气旋转向西进，然后沿洪都拉斯海岸平行移动，其环流在卫星图像上已经难以分辨。
10月23日，随着风切变消失，还有西加勒比海温暖洋流这样的利好因素，热带风暴理查德再度开始增强。当晚，卫星图像显示气旋内已出现中层眼状特征。此外，气旋的外流也逐渐改善，在环流各个方向变得更加对称。10月24日，飓风猎人侦察机测得时速135公里的地面风速，表明理查德已达到飓风标准。此外，位于伯利兹的雷达当时还发现风暴内的风眼墙已基本闭合。理查德继续增强，达到风速每小时155公里，最低中心气压977毫巴（百帕，28.9英寸汞柱）的最高强度，属二级飓风标准，但美国国家飓风中心在实际操作中只将其归类为风力时速150公里，气压981毫巴（百帕，29英寸汞柱）的一级飓风。
10月25日凌晨0点45分左右，飓风理查德以最高强度从伯利兹市东南偏南方向约35公里处登陆，并且风眼在登岸期间短暂变得更加清晰。但仅过了数小时，风暴的内层核心就已瓦解，风眼也随之消失。气旋急剧减弱，进入危地马拉北部时已降级成热带低气压，剩余的深层对流也寥寥无几，再于进入坎佩切湾后于10月26日退化成残留低气压，然后受强烈风切变的影响转朝东面前进。风暴残留到达尤卡坦半岛，开始转向北上并进入墨西哥湾，并在继续向北移动期间减弱，于10月27日晚完全消散。

## 防灾措施和影响

### 洪都拉斯

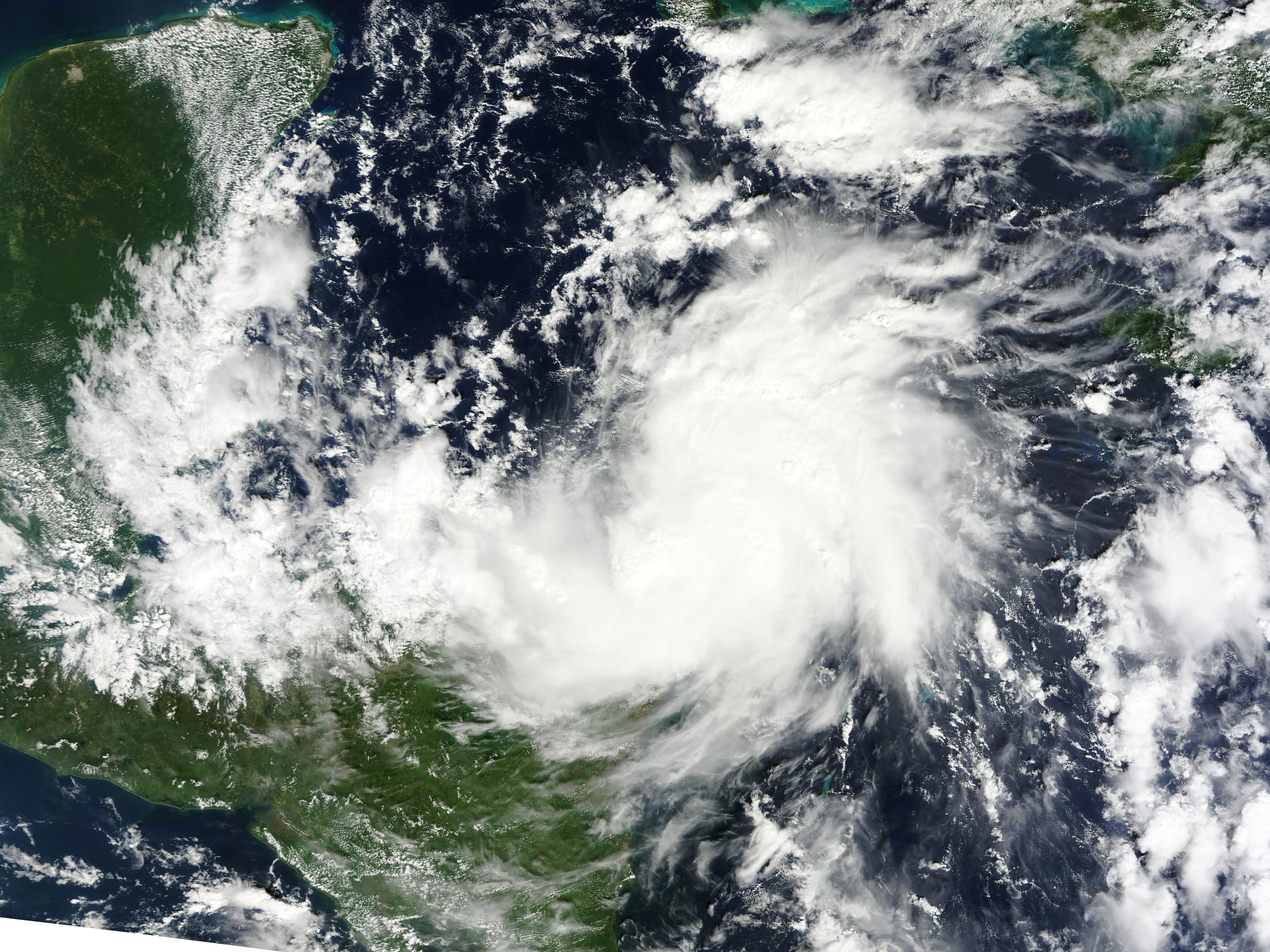
10月23日，飓风理查德吹袭洪都拉斯。

10月21日晚，理查德尚属热带风暴时，洪都拉斯政府就向该国北海岸的利蒙到尼加拉瓜边境之间地区发布热带风暴观察预警。10月22日气旋开始向西移动后，预警升级成热带风暴警告，同一区域还接获飓风观察预警。到了10月23日下午15点，洪都拉斯政府又以向利蒙以西至科尔特斯港之间地区发布热带风暴警告，海湾群岛省的瓜纳哈岛、罗阿坦岛和乌提拉岛也进入热带风暴警告生效状态。气象机构预计理查德会从近海冲击洪都拉斯沿海地区后，原本的热带风暴警告相应升级成飓风警告。
理查德强化成飓风后已经远离洪都拉斯东部，因此利蒙到尼加拉瓜边境之间地区的热带风暴警告和飓风观察预警予以中止。10月24日飓风逼近伯利兹期间，由于气旋已不再对洪都拉斯构成威胁，该国政府中止了之前发布的所有观察预警和警告。
从洪都拉斯以北经过期间，理查德刮倒了该国北部沿海地区的部分树木，另有多条输电线缆中断，导致多地停电。此外，降水还引发多起泥石流，导致40个小镇上的约1万5000居民同外界失联。风暴过去后，洪都拉斯政府宣布4个沿海省份进入最高警戒状态。气旋还在海湾群岛省的多个岛屿产生暴雨，风速则以罗阿坦岛最高，为每小时93公里。

### 伯利兹

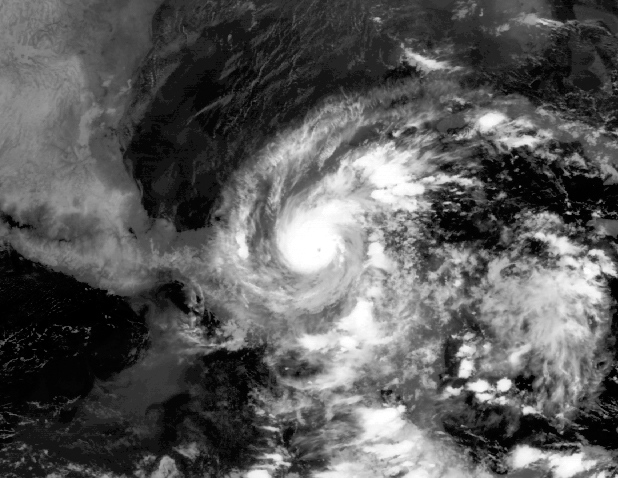
理查德登陆伯利兹

伯利兹政府从10月22日开始针对理查德的威胁发出警报，向该国所有东部沿海地区发布热带风暴观察预警。热带风暴理查德开始急剧增强后，伯利兹海岸的观察预警于10月23日下午15点升级成热带风暴警告。3小时后，气旋已接近飓风强度，热带风暴警告马上又升级成飓风警告。最新的飓风警告一直生效到理查德从伯利兹市东南偏南方向登陆时止。估计有1万人在风暴登陆前赶往避难所和教堂躲避。
飓风理查德吹袭伯利兹期间，该国各地有数以千计的民房受损，许多地区失去供电。伯利兹动物园和热带教育中心是当地生态旅游的主要景点，风暴对景点构成重创，令之不得不关闭来清理瓦砾，修复动物展馆。。伯利兹全国一共遭受了3380万伯利兹元（合1740万美元）的经济损失，其中大部分都是农作物受损，特别是柑橘类水果。全国范围的柚子作物绝收，橘子作物估计损失了25%，还有许多大树被刮倒。此外，该国尚有约200套民宅被毁。

### 墨西哥
面对逐渐逼近的理查德，墨西哥政府先对格鲁萨角到切图马尔之间的尤卡坦半岛东海岸发布飓风观察预警，并且该区域还进入热带风暴警告生效状态。风暴一度行进至离尤卡坦半岛墨西哥领土部分非常近的位置，但10月23日下午15点登陆伯利兹时，之前发布的观察预警和警告没有变化。理查德登陆后，墨西哥政府中止了之前发布的飓风观察预警，热带风暴警告则予取消。
金塔纳罗奥州州长费利克斯·冈萨雷斯·坎托（Félix González Canto）在气旋来袭前宣布切图马尔进入最高警戒状态。不过，尤卡坦半岛东北部经政府宣布的警戒级别只处于最低标准。